# Ethan Zuckerman
Ethan Zuckerman (ur. 1973) – amerykański informatyk, twórca wyskakujących okien z reklamami internetowym (pop-up), dyrektor Center for Civic Media w Massachusetts Institute of Technology, główny badacz w MIT Media Lab, współtwórca serwisu blogowego Global Voices i organizacji wolontariuszy Geekcorps. Absolwent studiów licencjackich w zakresie filozofii na Williams College (1993).